# Sorex vagrans
Sorex vagrans е вид бозайник от семейство Земеровкови (Soricidae).

## Разпространение
Видът е разпространен в Канада (Британска Колумбия) и САЩ (Айдахо, Вашингтон, Калифорния, Невада, Орегон и Юта).